# Čížov
Obec Čížov (německy Zeisau) se nachází v okrese Jihlava v kraji Vysočina. Žije zde 306 obyvatel.

## Název
Název se vyvíjel od varianty Czyzow (1358), Czizow (1360), Czeyzaw, Czyzow (1386), Czizow (1481), Czyzow (1504), Czeusaw (1545), Zeisaw (1601), Zeyszaw (1678), Zeyssau (1718), Zeisau (1720), Zeyssau (1751), Zeisau, Čyžow (1846), Zeisau a Čyžov (1872) až k podobě Čížov v roce 1881). Německý název byl přejat z českého Čížov. Místní jméno vzniklo přivlastňovací příponou k osobnímu jménu Číž (pták čížek).

## Historie
První písemná zmínka o obci pochází z roku 1358. V roce 1558 vesnici koupilo město Jihlava. V letech 1869–1879 patřila jako osada k obci Rančířov. V letech 1961–1988 byla součástí obce Vílanec, poté v letech 1989–1991 součástí města Jihlava, zcela se osamostatnila k 1. lednu 1992.

## Přírodní poměry
Čížov leží v okrese Jihlava v Kraji Vysočina. Nachází se 7 km jižně od Jihlavy, 3 km severozápadně od Rosic a 8,5 km severně od Stonařova. Geomorfologicky je oblast součástí Česko-moravské subprovincie, konkrétně Křižanovské vrchoviny a jejího podcelku Brtnická vrchovina, v jehož rámci spadá pod geomorfologický okrsek Puklická pahorkatina. Průměrná nadmořská výška činí 525 metrů. Nejvyšší bod, Kamenný vrch (659 m n. m.), leží na východní hranici katastru obce. Katastrem protéká řeka Jihlávka, do které se na jižní hraně území Čížova vlévá zleva Popický potok, poté zprava Rosický potok a u autobusové zastávky v obci zprava Čížovský potok, který pramení na území Čížova u Kamenného vrchu. Západním cípem protéká potok Okrouhlík, na němž leží pět rybníků: Popický rybník, Horní Okrouhlík, Střední Okrouhlík, Dolní Okrouhlík a Rančířovský rybník I.
Kolem Okrouhlických rybníků se rozprostírá chatová osada Okrouhlík. Tato osada byla založena v roce 1945, ale několik chat původních německých obyvatel zde bylo již před válkou. V současné době má osada 146 chat, nachází se v ní hospoda u Billa a osada žije čilým společenským životem. V létě je k dispozici travnatá pláž a Horní a Střední Okrouhlík s relativně čistou vodou. V zimě je osada napojena na síť udržovaných lyžařských stop Lyžařské Jihlavsko, vycházejících z města Jihlava. Sníh je však stále vzácnější.

## Obyvatelstvo
Podle sčítání 1930 zde žilo v 42 domech 244 obyvatel. 14 obyvatel se hlásilo k československé národnosti a 229 k německé. Žilo zde 244 římských katolíků.
| Rok            | 1869 | 1880 | 1890 | 1900 | 1910 | 1921 | 1930 | 1950 | 1961 | 1970 | 1980 | 1991 | 2001 | 2011 |
| Počet obyvatel | 265  | 256  | 274  | 255  | 249  | 262  | 244  | 190  | 162  | 152  | 141  | 142  | 161  | 239  |

## Obecní správa a politika

### Místní části
Obec se rozkládá na katastrálním území Čížov u Jihlavy a člení se na dvě základní sídelní jednotky – Čížov a Čížov-západ.
Součástí katastru obce je i chatová osada Okrouhlík, rekreační oblast nadregionálního významu. Přestože Okrouhlík čítá 146 obydlí od původních chat až po nově postavené rodinné domy, stálí obyvatelé v něm žijí pouze v několika obydlích.

### Zastupitelstvo a starosta
Obec má sedmičlenné zastupitelstvo, v jehož čele stojí od roku 2006 starosta Přemysl Moravec.
| Období    | Voliči | Účast v % | Mandáty | Výsledky                                                        | Starosta        |
| --------- | ------ | --------- | ------- | --------------------------------------------------------------- | --------------- |
| 2002–2006 | 138    | 60,87     | 7       | 7 Za rozvoj obce                                                | Stanislav Vrtal |
| 2006–2010 | 182    | 85,71     | 7       | 4 Změna a prosperita obce Čížov 3 Sdr.nez.kand.pro roz.ob.Čížov | Přemysl Moravec |
| 2010–2014 | 200    | 81,00     | 7       | 4 Změna a prosperita obce Čížov 3 SNK za rozvoj obce            | Přemysl Moravec |
| 2014–2018 | 212    | 80,19     | 7       | 5 Změna a prosperita obce Čížov 2 SNK za rozvoj obce            | Přemysl Moravec |

## Hospodářství a doprava
V obci sídlí firmy Casa Partida, spol. s r.o., Okrouhlík FM, s.r.o, Cerebro s.r.o, FM – Credit s.r.o., PRODAKT s.r.o., Stomatologické centrum ARTDENT s.r.o., Tokar & spol. s.r.o., M-K-M, spol. s r.o. a ATD Jihlava, s.r.o.. Obcí prochází silnice I. třídy č. 38 z Vílance do Rančířova a místní komunikace III. třídy č. 03827. Dopravní obslužnost zajišťují dopravci ICOM transport, Radek Čech - Autobusová doprava a TRADO-BUS. Autobusy jezdí ve směrech Jihlava, Dačice, Bítov, Nová Říše, Stará Říše, Zadní Vydří, Opatov, Vílanec, Loučky, Stonařov, Želetava, Budeč, Znojmo, Telč, Hrotovice a Moravské Budějovice.

## Pamětihodnosti
- Smírčí kámen
- Renesanční sýpka u čp. 12
- Renesanční sýpka u čp. 13